# Andreï Zaïontchkovski
Andreï Medardovitch Zaïontchkovski (en russe Андре́й Меда́рдович Зайончко́вский) est un général russe, né le 8 décembre 1862 et mort le 22 mars 1926, qui combattit durant la Première Guerre mondiale puis se mit au service du régime soviétique durant la guerre civile.

## Formation
Il poursuit ses études secondaires au corps des cadets d'Oriol. Après avoir été étudiant de l'Académie du génie Nicolas en 1882, il sert dans le 5e bataillon de sapeurs puis poursuit ses études à l'École militaire d'état-major Nicolas en 1888. Il sert à différents postes d'état-major à Saint-Pétersbourg, puis comme chef d'état-major de la 2e division de cavalerie de la Garde.
Pendant la guerre russo-japonaise, il commande le 85e régiment d'infanterie de Vyborg puis la 2e brigade d'infanterie sibérienne qui était de la 3e division d'infanterie sibérienne. Dans ce cadre, il est distingué par un pistolet d'or, l'Ordre de Saint-Vladimir de 3e classe avec épées et l'Ordre de Saint-Stanislas de 1re classe avec épées.
Il commande le Régiment des chasseurs de la garde à partir du 18 février 1906 jusqu'au 7 octobre 1908 ; il passe alors au commandement de la 1re brigade d'infanterie de la Garde.

## Première Guerre mondiale

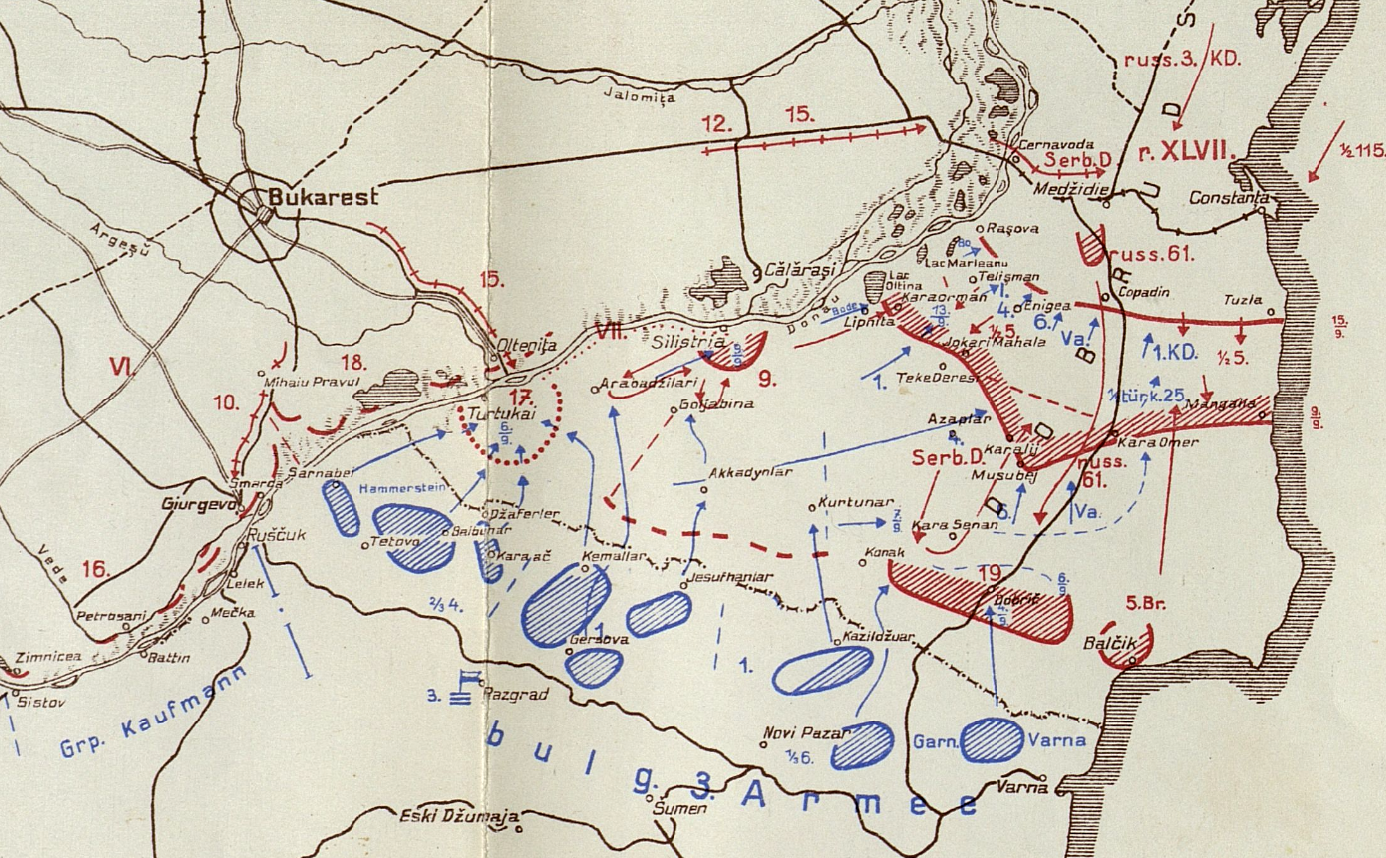
Début des opérations en Dobroudja du 1er au 19 septembre 1916.

Pendant la Première Guerre mondiale en Europe de l'Est, il commande d'abord la 37e division d'infanterie puis, à partir du 27 mars 1915, le XXXe corps d'armée, puis, à partir du 12 août 1916, le XLVIIe corps. Lors de l'entrée de la Roumanie dans la Première Guerre mondiale aux côtés de la Russie, le 27 août 1916), le XLVIIe corps est envoyé sur le front roumain pour tenir la frontière roumano-bulgare en Dobroudja du sud. La contrepartie offerte par le tsar à l'entrée en guerre de la Roumanie était d'envoyer des troupes sur le front roumain et de ne pas assujettir les troupes roumaines au commandement russe. Cependant, l'armée russe de Dobroudja (en) est repoussée à la seconde bataille de Cobadin (en) (15 octobre 1916) par la 3e armée bulgare (en) augmentée de renforts allemands et ottomans, et doit se replier au nord du Danube. Le 19 octobre 1916, Andreï Zaïontchkovski est relevé de son commandement et remplacé par Dmitri Chtcherbatchiov ; l'armée russe du Danube, augmentée du 6e corps de cavalerie, devient la 6e armée russe. Andreï Zaïontchkovski reçoit le commandement du XVIIIe corps.

## Période soviétique
Il quitte l'armée avant la révolution d'Octobre. En 1918, il s'engage dans l'Armée rouge et sert pendant la guerre civile russe, occupant plusieurs fonctions d'état-major. De 1922 à 1926, il enseigne à l'Académie militaire de l'Armée rouge qui devient en 1925 l'Académie militaire Frounzé. D'après le journal intime d'un contemporain, il travaille pour la police secrète soviétique tout en dirigeant en secret un groupe monarchiste clandestin, le « Trust ». Il rédige plusieurs ouvrages.
Il repose au Couvent de Novodievitchi non loin d'Alexeï Broussilov, autre général d'ancien régime passé au service de l'Union soviétique.

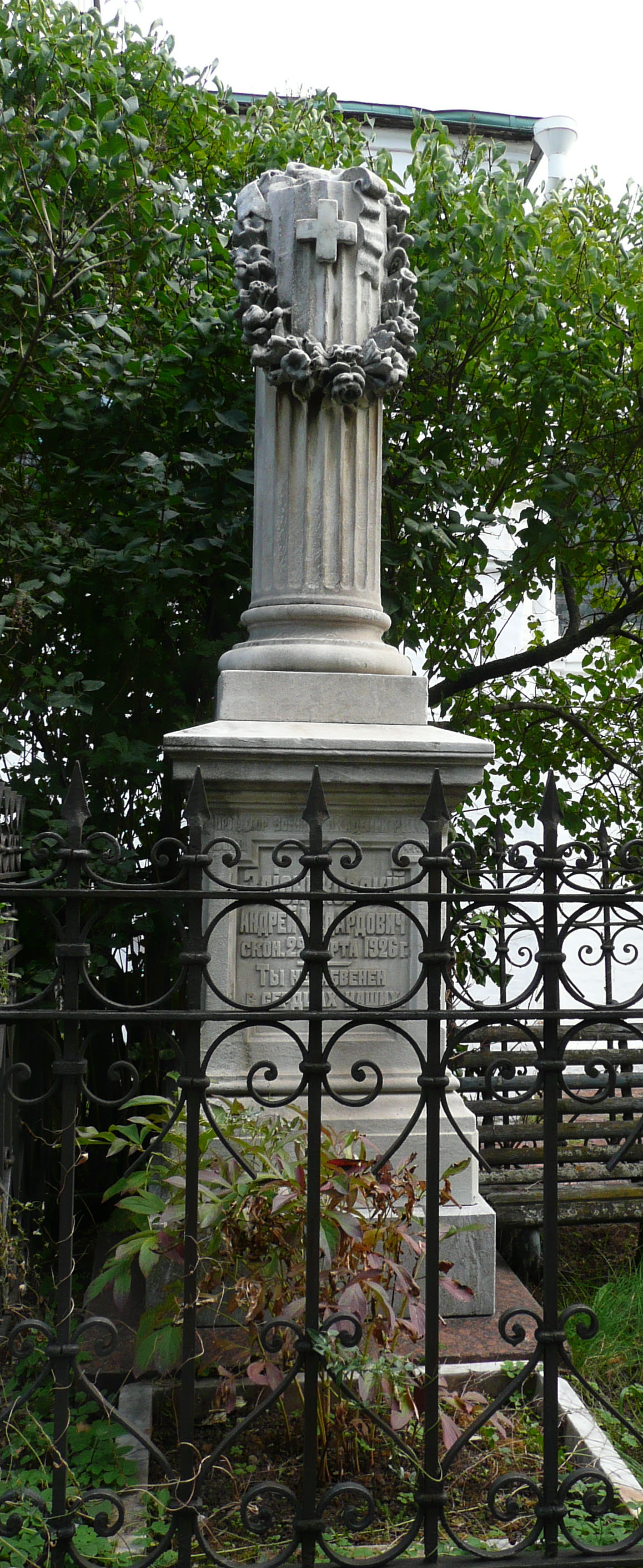
Tombe d'Andreï Zaïontchkovski.

## Ses écrits
- Manuel de tactique appliquée (Учебник прикладной тактики), fascicules 1—2, 1899—1900).
- La défense de Sébastopol, seconde édition, 1904.
- Guide historique de Sébastopol (Исторический путеводитель по Севастополю), Saint-Pétersbourg, 1907
- Les années de guerre à l'est (1853-1856) dans le cadre de la situation politique actuelle (1913) (Восточная война 1853—56 гг. в связи с современной ей политической обстановкой), tomes 1—2, 1908—1913.
- Grandes lignes stratégiques de la guerre de 14-18, tome VI : front sud-ouest en mai 16 à la fin de la guerre, édition de 1923 (Стратегический очерк войны 1914—1918 гг. Часть VI. Период от прорыва юго-* Grandes lignes stratégiques de la guerre de 14-18, tome VII : campagne de 1917, édition de 1923 (западного фронта в мае 1916 до конца войны).
- Guerre mondiale 1914-1918, Moscou, 1924 (Стратегический очерк войны 1914—1918 гг. Часть VII. Кампания 1917 г.).
- Préparation de la Russie à une guerre impérialiste : les plans de la guerre, édition militaire, 1926 (Подготовка России к империалистической войне: Планы войны.).
- Préparation de la Russie à une guerre impérialiste : les plans de l'état-major, édition militaire (Подготовка России к мировой войне в международном отношении).
- La guerre mondiale : la période des manœuvres 14-15, sur le théâtre européen, édition militaire, 1929 (Мировая война. Маневренный период 1914—1915 гг. на русском (европейском) театре.).